# Сент-Мері (Міссурі)
Сент-Мері (англ. St. Mary) — місто (англ. city) в США, в окрузі Сент-Дженев'єв штату Міссурі. Населення — 309 осіб (2020).

## Географія
Сент-Мері розташований за координатами 37°52′26″ пн. ш. 89°56′59″ зх. д. / 37.87389° пн. ш. 89.94972° зх. д. (37.873824, -89.949659).  За даними Бюро перепису населення США в 2010 році місто мало площу 1,58 км², з яких 1,55 км² — суходіл та 0,02 км² — водойми.

## Демографія
Згідно з переписом 2010 року, у місті мешкало 360 осіб у 159 домогосподарствах у складі 89 родин. Густота населення становила 228 осіб/км².  Було 188 помешкань (119/км²).
Расовий склад населення:
| - 91,7 % — білих - 4,7 % — чорних або афроамериканців - 0,3 % — корінних американців |

До двох чи більше рас належало 2,5 %. Частка іспаномовних становила 1,9 % від усіх жителів.
За віковим діапазоном населення розподілялося таким чином: 25,0 % — особи молодші 18 років, 57,2 % — особи у віці 18—64 років, 17,8 % — особи у віці 65 років та старші. Медіана віку мешканця становила 40,9 року. На 100 осіб жіночої статі у місті припадало 100,0 чоловіків;  на 100 жінок у віці від 18 років та старших — 94,2 чоловіків також старших 18 років.
Середній дохід на одне домашнє господарство  становив 38 295 доларів США (медіана — 33 214), а середній дохід на одну сім'ю — 47 209 доларів (медіана — 40 417). За межею бідності перебувало 21,6 % осіб, у тому числі 28,6 % дітей у віці до 18 років та 12,3 % осіб у віці 65 років та старших.
Цивільне працевлаштоване населення становило 138 осіб. Основні галузі зайнятості: виробництво — 30,4 %, освіта, охорона здоров'я та соціальна допомога — 24,6 %, роздрібна торгівля — 6,5 %, сільське господарство, лісництво, риболовля — 6,5 %.